# Albatraoz
Albatraoz ist eine schwedische Elektro-Hip-Hop-Gruppe, die 2012 in Borås gegründet wurde. Die Band besteht aus Aron Ekberg, Måns Harvidsson, Nicklas „Savvo“ Savvolainen, Andreas „Andy“ Reinholdsson und Sahlberg „Salle“ Rasmus.

## Geschichte
2009 wurden Andreas Reinholdsson, Aron Ekberg, Måns Harvidsson, Nicklas Savvolainen und Sahlberg Rasmus Mitglied des in der schwedischen vierten Liga spielenden Fußballvereins Byttorps IF und begannen ihre Karriere als Fußballspieler. Im Jahr 2012 wurde die Gruppe als Hobby gegründet und Aron Ekberg produzierte eine Demoaufnahme. Durch den unterzeichneten Vertrag bei Sony Music Entertainment wurden sie professionell. Am 2. August 2013 wurde ihre Debüt-Single Albatraoz veröffentlicht. Das Lied blieb 19 Wochen in den schwedischen Singlecharts und erreichte Platz 36. Albatraoz wurde in Schweden mit Platin ausgezeichnet. Im Januar 2014 erreichte das Lied 8,5 Millionen Aufrufe auf Spotify und die Band begann eine Tour, um das Lied zu promoten. Am 18. April 2014 veröffentlichten sie ihre zweite Single Arriba, welche sich aber nicht in den Charts platzierte.
Aron Ekberg veröffentlichte im Sommer unter dem Namen AronChupa eine eigene Version des gemeinsamen Debütsongs unter dem Titel I’m an Albatraoz und hatte damit einen internationalen Hit.

## Mitglieder
- Andy Reinholdsson (Andreas Reinholdsson) – Gesang
- AronChupa (Aron Ekberg) – Aufnahmeproduzent, DJ, Gesang
- Måns Harvidsson – Gesang, Rap (Text)
- Salle Rasmus (Sahlberg Rasmus) – DJ, Remixer
- Savvo (Nicklas Savvolainen) – Gesang

## Diskografie

### Alben
| Jahr | Titel      | Höchstplatzierung, Gesamtwochen, AuszeichnungChartsChartplatzierungen (Jahr, Titel, Platzierungen, Wochen, Auszeichnungen, Anmerkungen) | Anmerkungen                            |
| Jahr | Titel      | SE | Anmerkungen                            |
| ---- | ---------- | --- | -------------------------------------- |
| 2022 | Albumtraoz | SE39 (3 Wo.)SE | Erstveröffentlichung: 25. Februar 2022 |

### Singles
| Jahr | Titel Album                       | Höchstplatzierung, Gesamtwochen, AuszeichnungChartsChartplatzierungen (Jahr, Titel, Album, Platzierungen, Wochen, Auszeichnungen, Anmerkungen) | Anmerkungen                                                                      |
| Jahr | Titel Album                       | SE | Anmerkungen                                                                      |
| ---- | --------------------------------- | --- | -------------------------------------------------------------------------------- |
| 2013 | Albatraoz                         | SE36 ×3Dreifachplatin · (19 Wo.)SE | Erstveröffentlichung: 2. August 2013                                             |
| 2020 | E (Ventex) Albumtraoz             | SE12 Platin · (16 Wo.)SE | Erstveröffentlichung: 31. Januar 2020 mit Brute                                  |
| 2020 | Mera e –                          | SE70 (2 Wo.)SE | Erstveröffentlichung: 26. August 2020                                            |
| 2020 | Se på mig (Crunk Rock) Albumtraoz | SE41 Gold · (4 Wo.)SE | Erstveröffentlichung: 21. Oktober 2020                                           |
| 2020 | Rave i mitt garage Albumtraoz     | SE69 Gold · (6 Wo.)SE | Erstveröffentlichung: 6. November 2020                                           |
| 2020 | Raggarbil Albumtraoz              | SE25 Platin · (44 Wo.)SE | Erstveröffentlichung: 4. Dezember 2020                                           |
| 2021 | Hörrödu! –                        | SE72 Gold · (4 Wo.)SE | Erstveröffentlichung: 8. Januar 2021                                             |
| 2023 | Trucker Motherfucker –            | SE9 (19 Wo.)SE | Erstveröffentlichung: 16. Juni 2023 featuring Sofie Svensson & Dom Där und Kåren |
| 2023 | Multivitamin –                    | SE30 (4 Wo.)SE | Erstveröffentlichung: 8. September 2023 mit Sofie Svensson, Dom Där & Kåren      |
| 2023 | Raggar-ren –                      | SE46 (7 Wo.)SE | Erstveröffentlichung: 17. November 2023                                          |

Weitere Singles
- 2014: Arriba